# Eramalloor
Eramalloor är en ort i Indien.   Den ligger i distriktet Alappuzha och delstaten Kerala, i den södra delen av landet, 2 100 km söder om huvudstaden New Delhi. Eramalloor ligger 9 meter över havet och antalet invånare är 28 223.
Terrängen runt Eramalloor är mycket platt. Havet är nära Eramalloor åt sydväst. Runt Eramalloor är det mycket tätbefolkat, med 1 463 invånare per kvadratkilometer. Närmaste större samhälle är Kochi, 13,8 km norr om Eramalloor. Trakten runt Eramalloor består huvudsakligen av våtmarker.